# Peggy Guggenheim Collection
De Peggy Guggenheim Collection is een museum voor moderne kunst in Venetië (Italië). Het is ondergebracht in het Palazzo Venier dei Leoni dicht bij het Canal Grande in de wijk Dorsoduro. Het is in Italië een van de belangrijkste musea voor de Europese en Amerikaanse moderne kunst uit het begin van de 20e eeuw.
Peggy Guggenheim was een welgestelde Amerikaanse die vanaf 1920 in Parijs vele kunstenaars leerde kennen en die de kunstenaars van wie zij ook kunstwerken verzamelde financieel ondersteunde. Ze was ook actief in de kunsthandel. Ze was tussen 1942 en 1946 getrouwd met de Frans-Duitse kunstschilder Max Ernst. Peggy Guggenheim woonde in het Palazzo Vernier dei Leoni tot haar overlijden in 1979. Het Palazzo werd na haar dood (in Padua) voor het publiek opengesteld als museum. De laatste jaren van haar leven had zij zich al minder gericht op verzamelen en meer op het tentoonstellen van haar bezit.
Peggy Guggenheim verzamelde haar collectie onafhankelijk van de rest van haar familie, maar na haar overlijden werd het museum opgenomen in de Solomon R. Guggenheim Foundation. Het Guggenheim Museum in Venetië is een van de vier Guggenheim musea die er in 2009 zijn. Het Palazzo bestaat uit elf ruimtes, waarin de kunstwerken worden gepresenteerd, alsmede een tuin met beelden.

## Collectie
De collectie bestaat uit werken van onder anderen Pablo Picasso (The Poet, On the Beach), Georges Braque, Marcel Duchamp (Sad Young Man on a Train), Léger, Constantin Brancusi (Maiastra, Bird in Space), Gino Severini, Giacomo Balla, Robert Delaunay, František Kupka, Francis Picabia (Very Rare Picture on the Earth), Piet Mondriaan, Theo van Doesburg, Kandinsky (Landscape with Red Spots No.2), Jean Arp, Joan Miró (Seated Woman II), Alberto Giacometti (Woman Walking), Paul Klee (Magic Garden), Max Ernst, René Magritte (Empire of Light), Salvador Dalí, Jackson Pollock (Moon Woman, Alchemy), Mark Rothko, Alexander Calder, Henry Moore, en Marino Marini.